# NGC 419
NGC 419 ist ein Kugelsternhaufen in der Kleinen Magellansche Wolke im Sternbild Tukan. Der um 1885 in den NGC aufgenommene Sternhaufen hat einen Durchmesser von 2,4' und eine scheinbare Helligkeit von 11 mag. Das Alter des Haufens wird auf 1,2 Milliarden Jahre geschätzt.
NGC 419 wurde am 2. September 1826 von dem schottischen Astronomen James Dunlop entdeckt.